# Theophilos George Saliba
Teofil (imię świeckie George Saliba, ur. 31 marca 1945 w Al-Kamiszli) – duchowny Syryjskiego Kościoła Ortodoksyjnego, od 1981 arcybiskup Gór Libanu.

## Życiorys
Święcenia kapłańskie przyjął 23 marca 1969. Sakrę biskupią otrzymał 8 lutego 1981.